# مرتين جميل (فلم)
مرتين جميل (بالإنجليزية: Twice as Nice)، هُو فيلم دراما أمريكي صدر سنة 1989، وهُو من إخراج Jessie Maple.

## وصلات خارجية
- مرتين جميل على موقع IMDb (الإنجليزية)
- مرتين جميل على موقع قاعدة بيانات الفيلم (الإنجليزية)
- مرتين جميل على موقع ليتربوكسد (الإنجليزية)